# Nederlandse kampioenschappen schaatsen afstanden 2012 - 500 meter mannen
De 500 meter mannen op de Nederlandse kampioenschappen schaatsen afstanden 2012 werd op vrijdag 4 en zaterdag 5 november 2011 in ijsstadion Thialf te Heerenveen over twee ritten verreden, waarbij de deelnemers één keer in de binnenbaan en één keer in de buitenbaan startten.
Titelverdediger was Ronald Mulder die de titel pakte tijdens de NK afstanden 2011. Er waren vijf startplaatsen te verdienen voor de wereldbeker schaatsen 2011/2012, Jan Smeekens had op basis van zijn derde plaats tijdens de WK afstanden 2011 een beschermde status.

## Statistieken

### Uitslag
| #      | Schaatser         | Ploeg          | 1e            | 2e            | Totaal |
| ------ | ----------------- | -------------- | ------------- | ------------- | ------ |
| Goud   | Jan Smeekens      | Control        | 35,08 (1)     | 35,52 (3)     | 70,600 |
| Zilver | Michel Mulder     | APPM           | 35,20 (2)     | 35,41 (2)     | 70,610 |
| Brons  | Stefan Groothuis  | Control        | 35,27 (4)     | 35,58 (6)     | 70,850 |
| 4      | Jesper Hospes     | APPM           | 35,26 (3) PR  | 36,63 (8)     | 70,890 |
| 5      | Hein Otterspeer   | APPM           | 35,42 (6)     | 35,53 (4)     | 70,950 |
| 6      | Ronald Mulder     | Control        | 35,76 (11)    | 35,31 (1)     | 71,070 |
| 7      | Kjeld Nuis        | Control        | 35,48 (7) PR  | 35,67 (9)     | 71,150 |
| 8      | Mark Tuitert      | Control        | 35,41 (5)     | 35,75 (11)    | 71,160 |
| 9      | Sjoerd de Vries   | APPM           | 35,635 (9)    | 35,622 (7)    | 71,257 |
| 10     | Pim Schipper      | Control        | 35,584 (8) PR | 35,674 (9)    | 71,258 |
| 11     | Simon Kuipers     | TVM            | 35,90 (12)    | 35,55 (5)     | 71,450 |
| 12     | Jesper van Veen   | Gewest ZH      | 36,44 (16)    | 36,29 (12) PR | 72,730 |
| 13     | Rens Boekhoff     | Gewest NH/U    | 36,32 (13) PR | 36,53 (14)    | 72,850 |
| 14     | Maurice Vriend    | Jong Oranje    | 36,40 (14) PR | 35,56 (16)    | 72,960 |
| 15     | Lieuwe Mulder     | Gewest NH/U    | 36,43 (15) PR | 36,54 (15)    | 72,970 |
| 16     | Bas Bervoets      | Gewest NH/U    | 36,73 (19)    | 36,42 (13) PR | 73,150 |
| 17     | Niels Olivier     | Jong Oranje    | 36,54 (18) PR | 36,63 (18)    | 73,170 |
| 18     | Freddy Wennemars  | ploegloos      | 36,46 (17)    | 36,89 (22)    | 73,350 |
| 19     | Aron Romeijn      | Gewest NH/U    | 36,76 (20) PR | 36,61 (17) PR | 73,370 |
| 20     | Jacques de Koning | APPM           | 36,81 (21)    | 36,72 (19)    | 73,530 |
| 21     | Kai Verbij        | Jong Oranje    | 36,81 (21)    | 36,78 (21)    | 73,590 |
| 22     | Allard Neijmeijer | Het Green Team | 37,05 (23)    | 36,73 (20)    | 73,780 |
|        | Lars Elgersma     | Team CBA       | 35,70 (10)    | t.z.t.        |        |
|        | Ruben Romeijn     | Gewest NH/U    | dsq           |               |        |

t.z.t. = trok zich terug
dsq = gediskwalificeerd

### Loting 1e 500 m
| Rit | Binnenbaan        | Buitenbaan        |
| --- | ----------------- | ----------------- |
| 1   | Ruben Romeijn     | Niels Olivier     |
| 2   | Aron Romeijn      | Allard Neijmeijer |
| 3   | Kai Verbij        | Maurice Vriend    |
| 4   | Lieuwe Mulder     | Bas Bervoets      |
| 5   | Lars Elgersma     | Freddy Wennemars  |
| 6   | Rens Boekhoff     | Pim Schipper      |
| 7   | Mark Tuitert      | Jesper Hospes     |
| 8   | Sjoerd de Vries   | Jesper van Veen   |
| 9   | Ronald Mulder     | Hein Otterspeer   |
| 10  | Jacques de Koning | Jan Smeekens      |
| 11  | Stefan Groothuis  | Kjeld Nuis        |
| 12  | Michel Mulder     | Simon Kuipers     |

### Ritindeling 2e 500 m
| Rit | Binnenbaan        | Buitenbaan        |
| --- | ----------------- | ----------------- |
| 1   | Allard Neijmeijer |                   |
| 2   | Bas Bervoets      | Kai Verbij        |
| 3   | Niels Olivier     | Jacques de Koning |
| 4   | Freddy Wennemars  | Aron Romeijn      |
| 5   | Jesper van Veen   | Lieuwe Mulder     |
| 6   | Maurice Vriend    | Rens Boekhoff     |
| 7   | Simon Kuipers     | Ronald Mulder     |
| 8   | Pim Schipper      | Lars Elgersma     |
| 9   | Kjeld Nuis        | Sjoerd de Vries   |
| 10  | Hein Otterspeer   | Mark Tuitert      |
| 11  | Jesper Hospes     | Stefan Groothuis  |
| 12  | Jan Smeekens      | Michel Mulder     |

1987 · 
1988 · 
1989 · 
1990 · 
1991 · 
1992 · 
1993 · 
1994 · 
1995 · 
1996 · 
1997 · 
1998 · 
1999 · 
2000 · 
2001 · 
2002 · 
2003 · 
2004 · 
2005 · 
2006 · 
2007 · 
2008 · 
2009 · 
2010 · 
2011 · 
2012 · 
2013 · 
2014 · 
2015 · 
2016 · 
2017 · 
2018 · 
2019 · 
2020 · 
2021 · 
2022 · 
2023 ·
2024 · 
2025